# 술폴로부스과
술폴로부스과는 술폴로부스목에 속해 있는 고균 과이다.